# Chongqing Airlines
Chongqing Airlines (tiếng Trung: 重庆航空) là một hãng hàng không có trụ sở tại Trùng Khánh, Trung Quốc. Hãng khai thác cả dịch vụ hành khách nội địa ở Trung Quốc đại lục và dịch vụ hành khách quốc tế đến Sri Lanka, Thái Lan và Việt Nam.
Chongqing Airlines có 402 nhân sự vào năm 2008.

## Lịch sử
Hãng hàng không Trùng Khánh thuộc sở hữu chung của China Southern Airlines (60%) và Công ty Đầu tư & Phát triển Thành phố Trùng Khánh (40%). Hãng hàng không được thành lập vào ngày 16 tháng 6 năm 2007 và đã nhận được giấy phép hoạt động từ Cục hàng không dân dụng Trung Quốc vào ngày 4 tháng 7 năm 2007.
Hãng hàng không Trùng Khánh đã triển khai chuyến bay đầu tiên từ Trùng Khánh đến Sân bay quốc tế Phố Đông Thượng Hải vào ngày 8 tháng 7 năm 2007.

## Đội bay

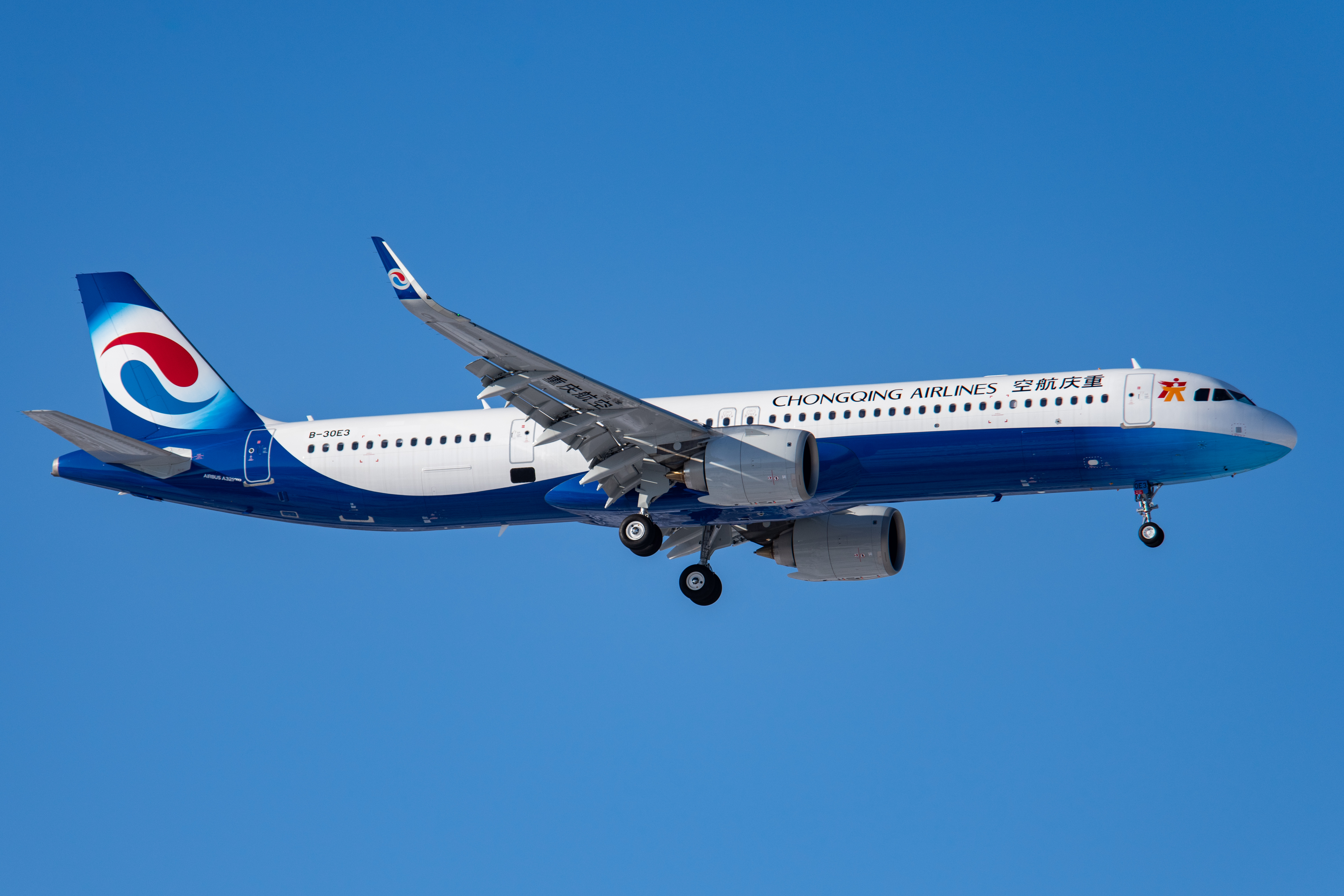
Airbus A321neo sử dụng Air Cabin Flex

Tính đến tháng 8/2021:
| Máy bay            | Đang hoạt động | Đặt hàng | Hành khách | Hành khách | Hành khách | Hành khách | Ghi chú                                           |
| Máy bay            | Đang hoạt động | Đặt hàng | C          | Y+         | Y          | Tổng       | Ghi chú                                           |
| ------------------ | -------------- | -------- | ---------- | ---------- | ---------- | ---------- | ------------------------------------------------- |
| Airbus A319-100    | 8              | —        | 8          | —          | 120        | 128        |                                                   |
| Airbus A320-200    | 13             | —        | 8          | 24         | 120        | 152        | 11 máy bay được chuyển từ China Southern Airlines |
| Airbus A320neo     | 9              | —        | 4          | 24         | 138        | 166        |                                                   |
| Airbus A321neo ACF | 3              | —        | 8          | 24         | 176        | 208        |                                                   |
| Tổng cộng          | 33             | —        |            |            |            |            |                                                   |